# Boško Boškovič
Boško Boškovič (Capodistria, 12 gennaio 1969) è un ex calciatore sloveno, di ruolo portiere.

## Biografia
Nato in Capodistria è padre del calciatore Aleksandar.

## Carriera

### Club
Iniziò la carriera agonistica nel Primorac Stobreč dove giocò una sola stagione, la stagione seguente la passo nell'Hajduk Spalato con il quale esordì il 17 settembre 1991 nella partita di andata di Coppa delle Coppe contro il Tottenham.
Nei Bili disputò solo due partite ufficiali, entrambe contro gli Spurs.

## Statistiche

### Cronologia presenze e reti in nazionale
| Cronologia completa delle presenze e delle reti in nazionale ― Slovenia | Cronologia completa delle presenze e delle reti in nazionale ― Slovenia | Cronologia completa delle presenze e delle reti in nazionale ― Slovenia | Cronologia completa delle presenze e delle reti in nazionale ― Slovenia | Cronologia completa delle presenze e delle reti in nazionale ― Slovenia | Cronologia completa delle presenze e delle reti in nazionale ― Slovenia | Cronologia completa delle presenze e delle reti in nazionale ― Slovenia | Cronologia completa delle presenze e delle reti in nazionale ― Slovenia |
| Data                                                                    | Città                                                                   | In casa                                                                 | Risultato                                                               | Ospiti                                                                  | Competizione                                                            | Reti                                                                    | Note                                                                    |
| ----------------------------------------------------------------------- | ----------------------------------------------------------------------- | ----------------------------------------------------------------------- | ----------------------------------------------------------------------- | ----------------------------------------------------------------------- | ----------------------------------------------------------------------- | ----------------------------------------------------------------------- | ----------------------------------------------------------------------- |
| 7-4-1993                                                                | Lubiana                                                                 | Slovenia                                                                | 2 – 0                                                                   | Estonia                                                                 | Amichevole                                                              | -                                                                       | 75’                                                                     |
| 10-2-1994                                                               | Ta' Qali                                                                | Tunisia                                                                 | 2 – 2                                                                   | Slovenia                                                                | Amichevole                                                              | -2                                                                      |                                                                         |
| 1-6-1994                                                                | Bucarest                                                                | Romania                                                                 | 0 – 0                                                                   | Slovenia                                                                | Amichevole                                                              | -                                                                       |                                                                         |
| 12-10-1994                                                              | Kiev                                                                    | Ucraina                                                                 | 0 – 0                                                                   | Slovenia                                                                | Qual. Euro 1996                                                         | -                                                                       |                                                                         |
| 16-11-1994                                                              | Maribor                                                                 | Slovenia                                                                | 1 – 2                                                                   | Lituania                                                                | Qual. Euro 1996                                                         | -2                                                                      |                                                                         |
| 29-3-1995                                                               | Maribor                                                                 | Slovenia                                                                | 3 – 0                                                                   | Estonia                                                                 | Qual. Euro 1996                                                         | -                                                                       |                                                                         |
| 26-4-1995                                                               | Zagabria                                                                | Croazia                                                                 | 2 – 0                                                                   | Slovenia                                                                | Qual. Euro 1996                                                         | -2                                                                      | 75’                                                                     |
| 7-6-1995                                                                | Vilnius                                                                 | Lituania                                                                | 2 – 1                                                                   | Slovenia                                                                | Qual. Euro 1996                                                         | -2                                                                      |                                                                         |
| 11-6-1995                                                               | Tallinn                                                                 | Estonia                                                                 | 1 – 3                                                                   | Slovenia                                                                | Qual. Euro 1996                                                         | -1                                                                      |                                                                         |
| 2-12-1995                                                               | Città del Messico                                                       | Messico                                                                 | 3 – 0                                                                   | Slovenia                                                                | Amichevole                                                              | -3                                                                      |                                                                         |
| 6-12-1995                                                               | Hermosillo                                                              | Messico                                                                 | 1 – 2                                                                   | Slovenia                                                                | Amichevole                                                              | -1                                                                      |                                                                         |
| 7-2-1996                                                                | Ta' Qali                                                                | Islanda                                                                 | 1 – 7                                                                   | Slovenia                                                                | Amichevole                                                              | -1                                                                      |                                                                         |
| 11-2-1996                                                               | Ta' Qali                                                                | Russia                                                                  | 3 – 1                                                                   | Slovenia                                                                | Amichevole                                                              | -3                                                                      |                                                                         |
| 27-3-1996                                                               | Łódź                                                                    | Polonia                                                                 | 0 – 0                                                                   | Slovenia                                                                | Amichevole                                                              | -                                                                       |                                                                         |
| 24-4-1996                                                               | Amarousio                                                               | Grecia                                                                  | 2 – 0                                                                   | Slovenia                                                                | Qual. Mondiali 1998                                                     | -2                                                                      |                                                                         |
| 21-5-1996                                                               | Lubiana                                                                 | Slovenia                                                                | 2 – 2                                                                   | Emirati Arabi Uniti                                                     | Amichevole                                                              | -2                                                                      |                                                                         |
| 1-9-1996                                                                | Lubiana                                                                 | Slovenia                                                                | 0 – 2                                                                   | Danimarca                                                               | Qual. Mondiali 1998                                                     | -2                                                                      |                                                                         |
| 10-11-1996                                                              | Lubiana                                                                 | Slovenia                                                                | 1 – 2                                                                   | Bosnia ed Erzegovina                                                    | Qual. Mondiali 1998                                                     | -2                                                                      |                                                                         |
| 18-3-1997                                                               | Linz                                                                    | Austria                                                                 | 0 – 2                                                                   | Slovenia                                                                | Amichevole                                                              | -                                                                       | 89’                                                                     |
| 2-4-1997                                                                | Spalato                                                                 | Croazia                                                                 | 3 – 3                                                                   | Slovenia                                                                | Qual. Mondiali 1998                                                     | -3                                                                      |                                                                         |
| 30-4-1997                                                               | Copenaghen                                                              | Danimarca                                                               | 4 – 0                                                                   | Slovenia                                                                | Qual. Mondiali 1998                                                     | -4                                                                      |                                                                         |
| 6-9-1997                                                                | Lubiana                                                                 | Slovenia                                                                | 0 – 3                                                                   | Grecia                                                                  | Qual. Mondiali 1998                                                     | -3                                                                      |                                                                         |
| 10-9-1997                                                               | Sarajevo                                                                | Bosnia ed Erzegovina                                                    | 1 – 0                                                                   | Slovenia                                                                | Qual. Mondiali 1998                                                     | -1                                                                      |                                                                         |
| 11-10-1997                                                              | Lubiana                                                                 | Slovenia                                                                | 1 – 3                                                                   | Croazia                                                                 | Qual. Mondiali 1998                                                     | -3                                                                      |                                                                         |
| 6-2-1998                                                                | Germasogeia                                                             | Slovacchia                                                              | 1 – 1                                                                   | Slovenia                                                                | Amichevole                                                              | -1                                                                      |                                                                         |
| 9-2-1998                                                                | Limassol                                                                | Cipro                                                                   | 1 – 0                                                                   | Slovenia                                                                | Amichevole                                                              | -1                                                                      |                                                                         |
| 25-3-1998                                                               | Varsavia                                                                | Polonia                                                                 | 2 – 0                                                                   | Slovenia                                                                | Amichevole                                                              | -1                                                                      | 46’                                                                     |
| 22-4-1998                                                               | Murska Sobota                                                           | Slovenia                                                                | 1 – 3                                                                   | Rep. Ceca                                                               | Amichevole                                                              | -2                                                                      | 45’                                                                     |
| Totale                                                                  |                                                                         | Presenze                                                                | 28                                                                      |                                                                         | Reti                                                                    | -44                                                                     |                                                                         |